# Lilly Turner
Lilly Turner is een Amerikaanse dramafilm uit 1933 onder regie van William A. Wellman.

## Verhaal
Als blijkt dat de man van Lilly Turner er een tweede vrouw op nahoudt, trouwt zij vlug met een andere man. Haar tweede man heeft een drankprobleem en ze wil ook hem verlaten. Wanneer hij zijn rug breekt, besluit ze bij hem te blijven.

## Rolverdeling
| Acteur           | Personage      |
| ---------------- | -------------- |
| Ruth Chatterton  | Lilly Turner   |
| George Brent     | Bob Chandler   |
| Frank McHugh     | Dave Dixon     |
| Guy Kibbee       | Peter McGill   |
| Robert Barrat    | Heinie         |
| Ruth Donnelly    | Edna Yokum     |
| Marjorie Gateson | Bessie McGill  |
| Gordon Westcott  | Rex Durkee     |
| Arthur Vinton    | Sam Waxman     |
| Grant Mitchell   | Dr. Hawley     |
| Margaret Seddon  | Mevrouw Turner |
| Mae Busch        | Hazel          |